# Tópicos (Aristóteles)

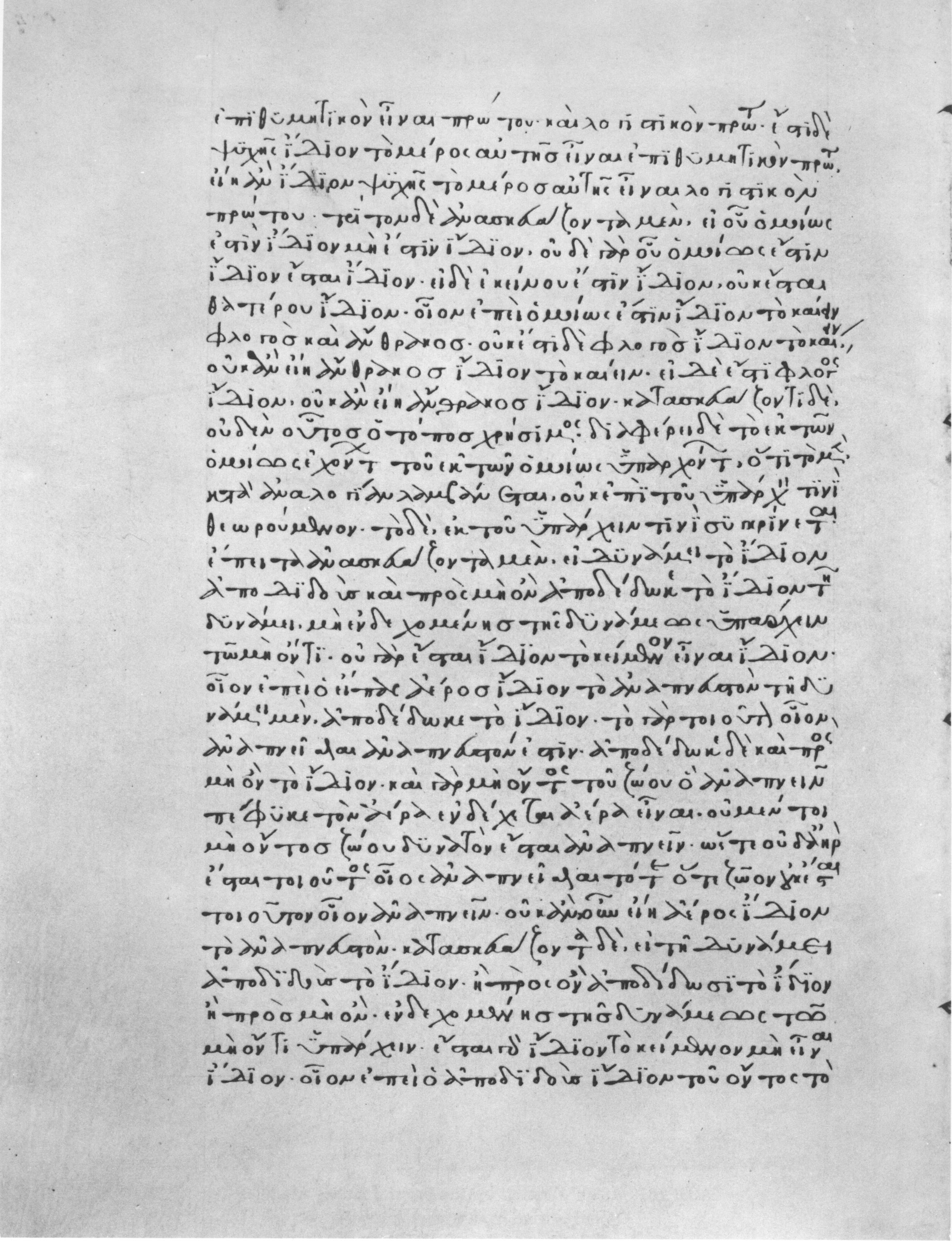
Aristóteles, Tópicos, en ms. Venecia, Biblioteca Marciana, Gr. IV,5, fol. 313v.

Los Tópicos de la dialéctica (en griego: Τοπικά; en latín: Topica; abreviado como Top) es un tratado de Aristóteles sobre la construcción de argumentos válidos, y las inferencias probables, en lugar de las ciertas. Es en este tratado que Aristóteles menciona la idea de los predicados, que fue desarrollada posteriormente por Porfirio y los lógicos escolásticos.
Esta obra, compuesta de ocho libros, de redacción anterior a los Analíticos pero situada después de éstos en el Organon, está dedicada al estudio del silogismo dialéctico, en cuanto que conduce a una conclusión probable. 
Los tres primeros capítulos del libro primero constituyen la introducción. Los capítulos siguientes son un estudio genérico de las proposiciones según la naturaleza del predicado, de la identidad, la relación de los predicables con las categorías, el razonamiento dialéctico y la inducción. 
El cuerpo de la obra, del libro II al VII, versa sobre los tópicos -lugares comunes- de los que brotan los argumentos, y que son: el accidente, el género, la propiedad, la definición y la identidad. El libro octavo contiene orientaciones prácticas sobre la dialéctica: cómo estructurar, presentar o formular las cuestiones; cómo responder, etc.
En definitiva, Aristóteles examina en el conjunto de esta obra los procedimientos sistemáticos que permiten convencer con un grado aceptable de verosimilitud, pero que resultan insuficientes como para otorgarles el valor de certeza más cercano a la verdad. Por esta razón, la dialéctica queda excluida del dominio de la ciencia.